# Annette Kurz
Annette Kurz (* 1967 in Hamburg) ist eine deutsche Bühnenbildnerin.

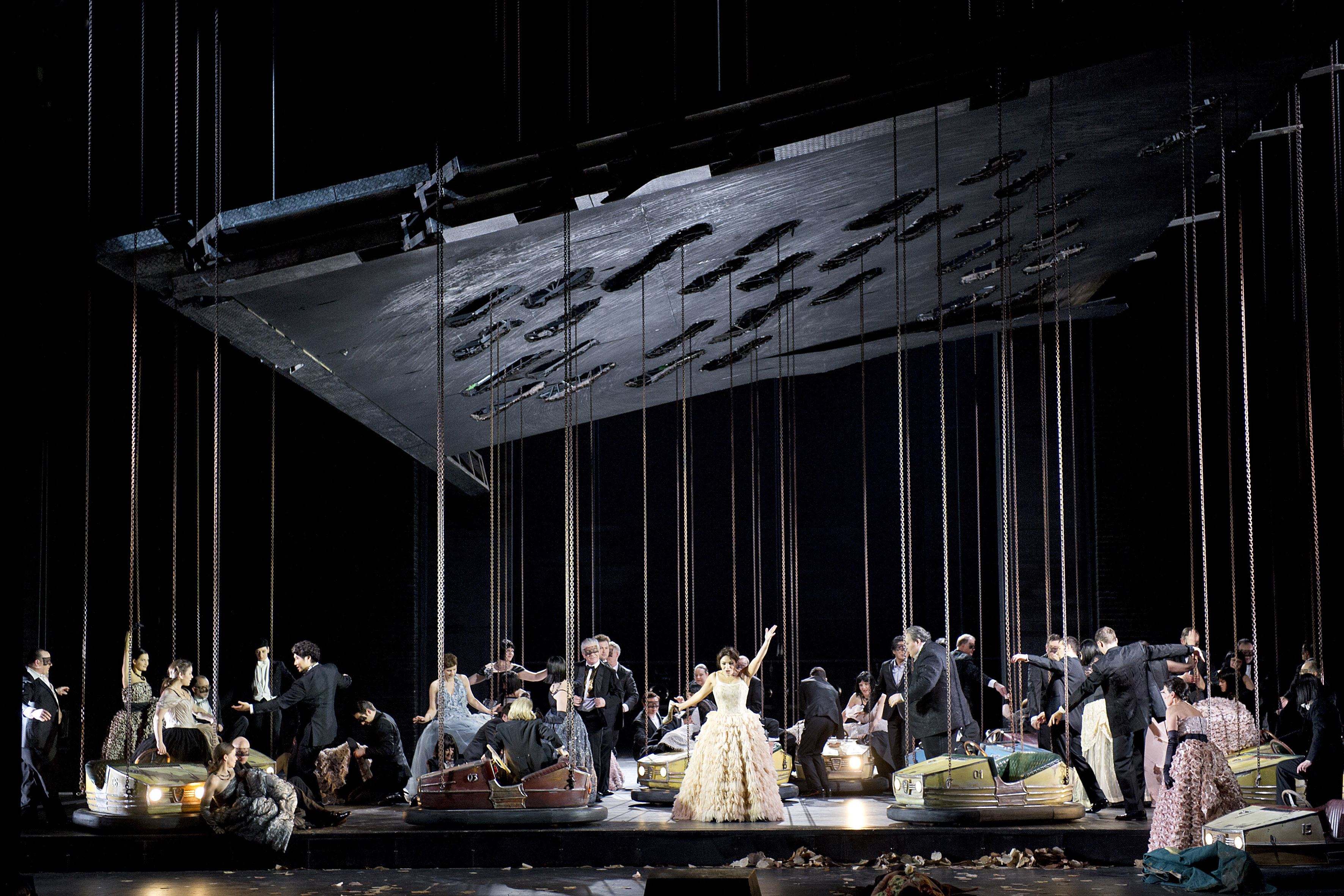
Aufführung von La traviata 2013 in der Hamburgischen Staatsoper, Bühnenbild: Annette Kurz

Sie studierte Kunstgeschichte an der École du Louvre, Bildende Kunst an der Universität Paris VIII und Bühnenbild an der École Supérieure d'Art Dramatique du Théâtre National de Strasbourg. Am Hamburger Schauspielhaus war Kurz Assistentin der Ausstattungsleiterin Anna Viebrock.
Annette Kurz arbeitet als freischaffende Bühnenbildnerin u. a. mit den Regisseuren Luk Perceval, Sandra Strunz und Benedikt von Peter zusammen. An der Staatsoper Unter den Linden und der Schaubühne am Lehniner Platz in Berlin, am Thalia Theater Hamburg, bei den Salzburger Festspielen, an der Oper Frankfurt und bei Produktionen der flämischen Tanzcompany Les Ballets C de la B in Gent waren Arbeiten von ihr zu sehen.
Darüber hinaus war sie Dozentin für Bühnenbild an der Koninklijke Akademie voor Schoone Kunsten in Antwerpen, an der École des Arts Décoratifs in Strasbourg und an der Université de Bordeaux.
2013 wurde sie für das Bühnenbild von La traviata in der Hamburgischen Staatsoper mit dem Rolf-Mares-Preis in der Kategorie Hausragendes Bühnen- oder Kostümbild ausgezeichnet.